# دهستان کیسم
دهستان کیسم نام دهستانی در بخش مرکزی شهرستان آستانه اشرفیه، استان گیلان در ایران است. براساس سرشماری مرکز آمار ایران در سال ۱۳۸۵، جمعیت آن ۱۰۲۹۴ نفر (۳۲۳۰ خانوار) بوده‌است.
بخش مرکزی آستانه اشرفیه با داشتن چهار دهستان و ۷۱ روستا،دارای ۵۹ دهیاری مصوب و حدود ۴۰ هزار نفر جمعیت است.
دهستان های کیسم و چهارده این بخش به ترتیب دارای ۲۱ و ۸ روستا هستند.
روستای تازه آباد مرزیان _ خلشا _ راهیجان از دهستان لفمجان شهرستان لاهیجان منتزع و به دهستان کیسم شهرستان آستانه اشرفیه ملحق شدند. ایجاد اصلاحاتی در دهستان های استان گیلان مصوب ۱۳۷۳/۶/۲۶ 
که در اصلاحات بعدی روستای تازه آباد مرزیان و خلشا به دهستان چهارده و روستای راهیجان به دهستان کیسم ملحق شدند.
روستا های دهستان کیسم:
طبق سرشماری مرکز آمار ایران در سال ۱۳۹۵
روستای امشل ۳۹۴نفر.       روستای سالستان ۱۱۸ نفر
روستای بازان ۲۸۴نفر.    روستای سیاه کوچه ۸۴۹ نفر
روستای بیربنه بالا ۸۲نفر.   روستای کلده ۲۲۴نفر
روستای بیربنه پایین ۱۰۴نفر.   روستای کمچال بالا محله ۵۳۷نفر
روستای پنجاه ۹۰۰نفر.  روستای کمچال پایین محله ۳۰۶نفر
روستای تجن ۲۱۴نفر.  روستای کیسم جوکل ۱۴۴نفر
روستای تجن گوکه بالا و پایین ۱۸۰۹نفر. روستای نیاکو ۸۷۰ نفر
روستای تهام ۱۵۰نفر. روستای راهیجان ۲۴ نفر